# Евбул Афінський
Евбул (дав.-гр. Εὔβουλος, бл. 405 — 330 до н. е.) — державний діяч Афінської політії, очільник «партії миру».

## Життєпис
Походив з деми Пробалінт (за іншими відомостями — Анафліст). Син Спінтара. Піднесення його політичної кар'єри співпадає із Союзницькою війною, що почалася 357 року до н. е. 356 року до н. е. після поразки афінського флоту у битві біля Ембати призначений відповідальним за постачання зерна до міста.
355 року до н. е. внаслідок допомоги афінського наварха Хареса повсталим сатрапам проти перського царя Артаксеркса III. останній пригрозив відправити флот на допомогу повсталим союзникам Афін. За цих обставин Евбул запропонував відмовитися від втручання у справи Персії та надати союзникам автономію, що і було зроблено. Цим Евбул суттєво підняв свій авторитет.
Того ж року афінський стратег Діофант призначив Евбула очільником Теорикону (державного фонду, що виділяв гроші на облаштування свят жертвоприношень і громадських розваг). У 354 році до н. е. була з ініціативи Евбула було створено особливу видовищна каса, для управління якої щорічно обирався спеціальний скарбник. яким став Евбул. Він використав цю посаду, щоб поступово взяти під контроль фінанси Афін. Багато зробив для економічного відродження держави, завдяки чому щорічний дохід зріс з 130 до 600 талантів. Нове піднесення набув порт Пірей. Надлишки платили вже не у військовий фонд (Стратіотикон), а до Теорикону. Мирна політика послабила податковий тягар на усі верстви населення, особливо селян. Ксенофонт йому приписував ступінь процвітання політії, якого не спостерігалося багато років. Він також побудував арсенали, триєри (відновив потугу морського флоту), зміцнив мури та посилив охорону кордонів.
350 року до н. е. Аполлодор спробував провести закон про переведення залишку від доходів на військові потреби, проти чого виступив Евбул, який домігся засудження Аполлодора до сплати штрафу за звинуваченням в порушенні закону, а потім провів новий закон, яким призначалася страта за пропозицію в народних зборах вжити гроші видовищної каси на інші потреби.
Був противником Десофсена, що прагнув до більш агресивної зовнішньої політики. Тому Афіни перестали надавати Фокіді — союзнику у Священній війні — значну допомогу. Натомість Евбул покладався на дипломатію. Він також прагнув перешкодити амбіціям Філіппа II, царя Македонії. Але для цього планував укласти Загальний мир. В цьому його підтримували Есхін, Фокіон і Меідіас.
У 352 році до н. е. підтримав похід до Фермопіл для захисту Середньої Греції від македонян і на Евбею у 348 році до н. е. 346 року до н. е. замирився з Демосфеном і Філократом. Того ж року очолив посольство до Македонії, де прагнув домовитися з Філіппом II про тривалий мир, що зрештою призвело до укладання афіно-македонського миру. .
З 344 року до н. е. вплив Евбула почав зменшуватися. Виступив проти надання допомоги Фокіді, незважаючи на вторгнення туди македонян. Але афіняни все ж направили війська на чолі із Харесом на допомогу Ономарху. 342 року до н. е. остаточно поступився владою і авторитетом Демосфену. Відійшов від політики. Помер близько 330 року до н. е.